# Käringträsket (Malå socken, Lappland, 725062-164128)
Käringträsket är en sjö i Malå kommun i Lappland och ingår i Skellefteälvens huvudavrinningsområde.